# 铍中毒
铍中毒（英語：Beryllium poisoning）是铍引起的中毒，分为急性铍中毒和慢性铍中毒。后者主要表现为肺部病变，故又称铍肺，也有人称其为绿柱石肺，但因为这样的名称容易使人误以为慢性铍中毒只是一种尘肺（实际上慢性铍中毒的反应是全身性的），所以后来多称其为铍病。

## 历史
早在1881年就已有人研究铍的毒性，而1886年铍化合物的毒性作用首次得到報導。1933年报告了德国炼铍矿工中支气管炎和细支气管炎的发病情况，这是首次在接触铍的工人中发现铍中毒。
1935年在意大利发表了有关铍肺的报告，随后，1936年在苏联也发表了有关铍肺临床症状的文章。据1973年的一份报告，美国铍中毒病例数量大有增加之势。

## 毒性
接触铍的酸性盐类后两周左右，皮肤会出现红色小疹，多分布于身体裸露部分。停止接触两周后此症状大多会消失，但也可能出现皮肤溃疡。铍化合物（包括磷酸氢铍、氧化铍、绿柱石等）能诱发某些动物的恶性肿瘤。有调查研究发现在涉及铍的工厂工作的工人比一般人患肺癌的概率更高，所以美國國家毒物計畫于2000年前后将铍及其化合物列为已知的人类致癌物。

## 中毒途径
职业性铍病中铍的摄入以呼吸道吸入为主，经消化道吸收的极少。铍及其化合物也可通过破损的皮肤侵入人体，在皮下造成局部损伤，但铍不能通过完好的皮肤进入机体。

## 毒理学
铍及其化合物各自的毒性大小不同，但都有高毒性。铍化合物的毒性与其分散度密切相关，与溶解度也有一定联系。铍是唯一一种与细胞核显示强烈亲和力的有毒金属，这就是铍具有致癌性的根本原因。

## 症状
接触铍的酸性盐类后两周左右，皮肤会出现红色小疹，多分布于身体裸露部分。停止接触两周后此症状大多会消失，但也可能出现皮肤溃疡。铍中毒所致皮炎多为接触性皮炎，铍中毒患者贴布试验多为阳性，患者血清中丙种球蛋白增多。

## 分类
铍中毒可分为急性铍中毒和慢性铍中毒。急性铍中毒大多发病于接触毒物后半个月至三个月左右，可引起化学性肺炎、支气管炎、支气管肺炎、皮肤损害、黏膜刺激性损害、肝损害以及较明显的全身症状，其中化学性肺炎是最主要的损害。慢性铍中毒发病缓慢，多在接触毒物后数月至数年发生，晚者可达10年以上甚至20年。慢性铍中毒的呼吸道症状一般比较突出。

## 诊断
要确定铍的接触史并不容易，主要原因是接触剂量与毒性效应间没有简单关系。尿中铍的排出亦无一定规律，且与疾病严重程度、接触时间长短都无关。呼吸功能检查是铍肺诊断及劳动能力鉴别的重要指标。此外，急性铍中毒还会导致胸片改变。

## 治疗
激素对于铍中毒有较好的疗效，其中常用的有可的松、强的松、促皮质素等。在大鼠和小鼠身上进行的试验表明，喹胺酸对致死剂量的铍中毒有较好的疗效。喹胺酸能络合血液中的铍，在急性铍中毒和慢性铍中毒时都有较好的促进铍排出的效果。金精三羧酸对铍中毒的大鼠、小鼠及猕猴也有较好的保护作用。